# 中迫剛
中迫 剛（なかさこ つよし、1974年1月29日 - ）は日本の男性空手家、元キックボクサーで、大阪府豊中市出身。
バックボーンは正道空手（初段）。
元K-1ヘビー級ファイターであり、JAPANの貴公子、魔界のプリンスのニックネームを持つ。
現在は自らが代表を務めるZEBRA GYMに所属。

## 来歴
1998年にK-1デビューを果たし、佐竹雅昭、武蔵に次ぐJAPANのエースと期待されたものの、なかなか結果を残せなかった。
2000年8月、フランシスコ・フィリオに判定負け。
2001年3月17日、K-1 GRADIATORS 2001グラウベ・フェイトーザと対戦し、左ハイキックでKO負けを喫した。
2002年1月27日、2001年WORLD GP王者マーク・ハントと対戦。右ハイキックでハントから生涯初のダウンを奪い、さらに左ハイキックでハントをKO寸前にまで追いつめるも、ハントに3回ダウンを奪い返され、KO負け。これだけでなく2002年の中迫は、ボブ・サップとの試合で、サップの反則ファイトに真っ向から立ち向かい殴り合ったり（この試合は中迫の反則勝ち）、JAPAN GPで好調に勝ち進み、決勝戦で武蔵と最後まで互角に渡り合った。
2003年4月、マイク・ベルナルドにＫＯ負け。2003年6月、ピーター・アーツにＫＯ負け。2004年2月、レミーボンヤスキーにＫＯ負け。
だが、その後2003年からまたもや低迷期に入る。2004年は、武蔵不在のJAPANグランプリで優勝候補と言われながら初戦で敗退するなど、散々な結果であった。
2005年6月14日、K-1 JAPAN GPの1回戦で後輩に当たる堀啓と対戦。2001年の子安慎悟戦で見せたような気迫で真っ向勝負を挑んだが、判定負け。試合後のコメントでは「蹴りが右半分見えないから、インファイトをやるしか無かった」と語った。
2005年12月18日、「R.I.S.E. DEAD OR ALIVE TOURNAMENT '05」のスペシャルワンマッチに出場し、百瀬竜徳と対戦しドローに終わる。この試合からリングネームを中迫 強に改名。
2006年6月3日、K-1 WORLD GP 2006 in SEOULで行なわれたASIA GPに参戦。1回戦でガオグライ・ゲーンノラシンと対戦し、ダウンを奪い判定勝利。3度目の対戦でようやくリベンジを果たした。しかし、準決勝では藤本祐介に足の負傷もあってか、判定負けを喫した。
さらに、同年7月に開催された「K-1 REVENGE 2006」でワンマッチで出場し、ビヨン・ブレギーと対戦したが、ブレギーのパワーの前に、ほとんど何もできずに1ラウンドでKO負けを喫した。
2007年3月4日、「K-1 WORLD GP 2007 IN YOKOHAMA」でザビット・サメドフと対戦するも判定負け。試合後に「膝に水が溜まり満足に練習出来なかった」とコメントした。
2007年8月11日、「K-1 WORLD GP 2007 IN LAS VEGAS」でアレキサンダー・ピチュクノフと対戦し、判定負けを喫した。
2007年12月22日、チームドラゴン主催興行で強太郎レンジャーと対戦し、KO負けを喫した。
2008年4月13日、K-1 WORLD GP 2008 IN YOKOHAMAのオープニングファイトで佐藤匠と対戦し、判定勝ちを収めた。
2008年6月29日、K-1 WORLD GP 2008 IN FUKUOKAで行なわれたK-1 JAPAN GPに出場。1回戦でベルナール・アッカに判定勝ちしたものの、準決勝でエヴェルトン・テイシェイラにダウンを奪われ判定負けを喫した。
これ以降は試合をしておらず、引退試合やセレモニーも行っていない。

## 人物
- 「『世界に一つだけの花』は、僕らの世界では綺麗事。一番にならなければ意味が無い」、「鬼になる、ヒールになる」と発言している。
- ヒップホップ好きで、ファッションも典型的なB-BOYファッションである。空手を始める前はヘヴィメタル好きであった。
- 映画や漫画への造詣も深い。
- 格闘家界きってのサッカーフリーク。2010 FIFAワールドカップでは、産経新聞にてコラム「中迫剛の蹴闘三昧」を連載。

## 戦績
| キックボクシング 戦績 | キックボクシング 戦績 | キックボクシング 戦績 | キックボクシング 戦績 | キックボクシング 戦績 | キックボクシング 戦績 | キックボクシング 戦績 |
| --------------------- | --------------------- | --------------------- | --------------------- | --------------------- | --------------------- | --------------------- |
| 47 試合               | (T)KO                 | 判定                  | その他                | 引き分け              | 無効試合              |                       |
| 19 勝                 | 7                     | 11                    | 1                     | 2                     | 0                     |                       |
| 26 敗                 | 11                    | 15                    | 0                     | 2                     | 0                     |                       |

| 勝敗 | 対戦相手                     | 試合結果                                     | 大会名                                                                             | 開催年月日     |
| ×    | エヴェルトン・テイシェイラ   | 3R終了 判定0-3                               | K-1 WORLD GP 2008 IN FUKUOKA 【JAPAN GP 準決勝】                                   | 2008年6月29日  |
| ○    | ベルナール・アッカ           | 3R終了 判定3-0                               | K-1 WORLD GP 2008 IN FUKUOKA 【JAPAN GP 1回戦】                                    | 2008年6月29日  |
| ○    | 佐藤匠                       | 3R終了 判定3-0                               | K-1 WORLD GP 2008 IN YOKOHAMA 【オープニングファイト】                             | 2008年4月13日  |
| ×    | 強太郎レンジャー             | 2R 3:07 KO（右フック）                       | 燃えろドラゴン! その壱                                                             | 2007年12月22日 |
| ×    | アレキサンダー・ピチュクノフ | 3R終了 判定0-3                               | K-1 WORLD GP 2007 IN LAS VEGAS 【世界最終予選 1回戦】                              | 2007年8月11日  |
| ×    | ザビット・サメドフ           | 3R終了 判定0-2                               | K-1 WORLD GP 2007 IN YOKOHAMA                                                      | 2007年3月4日   |
| ×    | ビヨン・ブレギー             | 1R 2:35 KO（3ノックダウン：右膝蹴り）        | K-1 REVENGE 2006 K-1 WORLD GP 2006 IN SAPPORO 〜アンディ・フグ七回忌追悼イベント〜 | 2006年7月30日  |
| ×    | 藤本祐介                     | 3R終了 判定0-2                               | K-1 WORLD GP 2006 IN SEOUL 【ASIA GP 準決勝】                                      | 2006年6月3日   |
| ○    | ガオグライ・ゲーンノラシン   | 3R終了 判定3-0                               | K-1 WORLD GP 2006 IN SEOUL 【ASIA GP 1回戦】                                       | 2006年6月3日   |
| △    | 百瀬竜徳                     | 3R終了 判定1-0                               | R.I.S.E. DEAD or ALIVE Tournament '05 【スペシャルワンマッチ】                     | 2005年12月18日 |
| ×    | ガオグライ・ゲーンノラシン   | 3R終了 判定0-3                               | 新日本キックボクシング協会「TITANS 2nd」                                           | 2005年8月22日  |
| ×    | 堀啓                         | 3R終了 判定0-3                               | K-1 WORLD GP 2005 IN HIROSHIMA 【JAPAN GP 1回戦】                                  | 2005年6月14日  |
| ×    | マーク・セルビー             | 3R終了 判定0-3                               | K-1 WORLD GP 2005 IN LAS VEGAS 【USA GP 1回戦】                                    | 2005年4月30日  |
| ×    | ガオグライ・ゲーンノラシン   | 3R終了 判定0-2                               | K-1 WORLD GP 2004 in SEOUL 【ASIA GP 準決勝】                                      | 2004年7月17日  |
| ○    | イ・ミョンジュ               | 3R終了 判定3-0                               | K-1 WORLD GP 2004 in SEOUL 【ASIA GP 1回戦】                                       | 2004年7月17日  |
| ×    | ノブ・ハヤシ                 | 3R終了 判定0-3                               | K-1 BEAST 2004 in SHIZUOKA 〜JAPAN GP 決勝トーナメント〜 【JAPAN GP 1回戦】        | 2004年6月26日  |
| ○    | マーベリック                 | 1R 1:30 KO（右フック）                       | K-1 BEAST 2004 〜新潟初上陸〜                                                      | 2004年3月14日  |
| ×    | レミー・ボンヤスキー         | 3R 2:54 KO（3ノックダウン：左ハイキック）    | K-1 BURNING 2004 〜沖縄初上陸〜                                                    | 2004年2月15日  |
| ×    | 天田ヒロミ                   | 延長R終了 判定0-3                            | K-1 SURVIVAL 2003〜JAPAN GP 決勝戦〜 【JAPAN GP 1回戦】                            | 2003年9月21日  |
| ×    | ピーター・アーツ             | 2R 1:42 KO（2ノックダウン：右ハイキック）    | K-1 BEAST II 2003                                                                  | 2003年6月29日  |
| ×    | マイク・ベルナルド           | 2R 1:02 TKO（タオル投入）                    | K-1 BEAST 2003 〜山形初上陸〜                                                      | 2003年4月6日   |
| ×    | 武蔵                         | 3R+延長2R終了 判定0-3                        | K-1 ANDY SPIRITS 2002 〜JAPAN GP 決勝戦〜 【JAPAN GP 決勝】                        | 2002年9月22日  |
| ○    | 藤本祐介                     | 2R 2:18 KO（2ノックダウン：左フック）        | K-1 ANDY SPIRITS 2002 〜JAPAN GP 決勝戦〜 【JAPAN GP 準決勝】                      | 2002年9月22日  |
| ○    | 野地竜太                     | 3R終了 判定3-0                               | K-1 ANDY SPIRITS 2002 〜JAPAN GP 決勝戦〜 【JAPAN GP 1回戦】                       | 2002年9月22日  |
| ○    | ボブ・サップ                 | 1R 1:30 反則失格（倒れた相手への攻撃）       | K-1 SURVIVAL 2002 〜富山初上陸〜                                                   | 2002年6月2日   |
| ×    | アーネスト・ホースト         | 1R 1:46 KO（3ノックダウン：パンチ連打）      | K-1 BURNING 2002 〜広島初上陸〜                                                    | 2002年4月21日  |
| ×    | マーク・ハント               | 2R 2:55 KO（3ノックダウン：右フック）        | K-1 RISING 2002 〜静岡初上陸〜                                                     | 2002年1月27日  |
| ×    | 武蔵                         | 3R終了 判定0-3                               | K-1 ANDY MEMORIAL 2001 〜JAPAN GP 決勝戦〜 【JAPAN GP 準決勝】                     | 2001年8月19日  |
| ○    | グレート草津                 | 3R終了 判定3-0                               | K-1 ANDY MEMORIAL 2001 〜JAPAN GP 決勝戦〜 【JAPAN GP 準々決勝】                   | 2001年8月19日  |
| ○    | 子安慎悟                     | 3R終了 判定3-0                               | K-1 SURVIVAL 2001 〜JAPAN GP 開幕戦〜 【JAPAN GP 1回戦】                           | 2001年6月24日  |
| ×    | グラウベ・フェイトーザ       | 2R 0:57 KO（左ハイキック）                   | K-1 GRADIATORS 2001〜新世紀 一撃伝説の幕開け〜                                     | 2001年3月17日  |
| ×    | 大石亨                       | 3R終了 判定0-2                               | K-1 RISING 2001 〜四国初上陸〜                                                     | 2001年1月30日  |
| ×    | フランシスコ・フィリォ       | 3R終了 判定0-3                               | K-1 WORLD GP 2000 in 横浜 【GP予選トーナメント 1回戦】                             | 2000年8月20日  |
| ×    | 安虎                         | 3R 0:45 TKO（タオル投入）                    | K-1 SPIRITS 2000 【JAPAN GP 準々決勝】                                             | 2000年7月7日   |
| ○    | 内田ノボル                   | 3R終了 判定3-0                               | K-1 SURVIVAL 2000 【JAPAN GP 1回戦】                                               | 2000年5月28日  |
| △    | スタン・ザ・マン             | 5R終了 判定0-1                               | K-1 BURNING 2000 〜燃えよ日本魂〜                                                  | 2000年3月19日  |
| ○    | マーティン・シモンズ         | 3R終了 判定3-0                               | K-1 RISING 2000 〜長崎初上陸〜                                                     | 2000年1月25日  |
| ×    | ノブ・ハヤシ                 | 3R終了 判定0-2                               | K-1 SPIRITS '99 【JAPAN GP 準決勝】                                                | 1999年8月22日  |
| ○    | 大石亨                       | 2R終了 判定2-0                               | K-1 SPIRITS '99 【JAPAN GP 準々決勝】                                              | 1999年8月22日  |
| ○    | 安部康博                     | 2R+延長R終了 判定3-0                         | K-1 SPIRITS '99 【JAPAN GP 1回戦】                                                 | 1999年8月22日  |
| ○    | トファン・ピラーニ           | 1R 0:45 KO（右ストレート）                   | K-1 DREAM '99 〜グランプリへの道〜 【スーパーファイト】                            | 1999年7月18日  |
| ○    | デューウィー・クーパー       | 2R 2:44 KO（右ハイキック）                   | K-1 THE CHALLENGE '99                                                              | 1999年3月22日  |
| ×    | アンディ・フグ               | 2R 0:22 KO（上段右後ろ回し蹴り）             | K-1 RISING SUN '99                                                                 | 1999年2月3日   |
| ×    | スタン・ザ・マン             | 4R 0:30 TKO（ドクターストップ：鼻骨骨折）    | K-1 JAPAN '98 〜神風〜                                                             | 1998年10月28日 |
| ×    | 佐竹雅昭                     | 3R終了 判定0-2                               | K-1 BUSHIDO '98 【JAPAN GP 決勝】                                                  | 1998年8月28日  |
| ○    | 滝川リョウ                   | 1R 0:56 KO（右ハイキック）                   | K-1 BUSHIDO '98 【JAPAN GP 準決勝】                                                | 1998年8月28日  |
| ○    | 長井満也                     | 2R 2:55 TKO（2ノックダウン：左ミドルキック） | K-1 BUSHIDO '98 【JAPAN GP 1回戦】                                                 | 1998年8月28日  |
| ○    | ピア・ゲネット               | 2R 2:14 KO（右フック）                       | K-1 BRAVES '98                                                                     | 1998年5月24日  |

## 主な獲得タイトル
- K-1 JAPAN GP 1998 準優勝
- K-1 JAPAN GP 2002 準優勝